# برزندیق (کلیبر)
برزندیق(barzandiq) یکی از روستاهای استان آذربایجان شرقی است که در دهستان میشه‌پاره بخش مرکزی شهرستان کلیبر واقع شده‌است. روستای تاریخی برزندیق در گذشته‌های خیلی دور در مکان دیگری (حدوداً ۳۰۰ متر بالاتر از مکان فعلی) وجود داشت که در دوره جنگ بابک به‌طور کامل از بین می‌رود (بقایای خانه‌های قدیم در آنجا، که درخت امروت آغاجی ( درخت گلابی) (این درخت بزرگ و جالب که داخل تنه آن کاملا  خالیست(سوزانده شده توسط اهالی روستا) از آن زمان بجای مانده) و سنگ‌های قدیمی بجا مانده با خط عربی از آن دوران می‌باشد) و بعد از جنگ و ویرانی‌ها به حدوداً ۳۰۰ متر پایینتر انتقال می‌یابد و تعدادی از مردم آن زمان به روستایی به نام زنگ آباد (zangabad) در فاصله پنجاه کیلومتری شمال شرقی تبریز عزیمت کرده و تعدادی نیز در برزندیق کنونی اسکان می‌نمایند. آثار و بقایای متعددی از تاریخ گذشته در این روستا نهفته است که از جمله آن امامزاده می‌باشد که قدمتی تاریخی دارد که به هزار سال می‌رسد که با سنگ‌هایی با حروف عربی مزین و ساخته شده اما به علت بی توجهی میراث فرهنگی و اهالی روستا به ویرانه‌ای تبدیل گردیده اما بقایایی از آن باقی مانده است و دیگر آثار وجود قبرهای ارامنه هستند که قدمتی تاریخی دارد که در زیر خاک نهفته شده‌اند 
این روستا در محل جغرافیایی ( عرض جغرافیاییlat 38.783468° و طول جغرافیایی lon 46.944504°) می باشد و ارتفاع آن از سطح دریا در کمترین 1987 متر و در بیشترین 2052متر می باشد بخاطر همین ارتفاع جزء روستاهای سردسیر محسوب می شود و جزءروستاهای پلکانی است.
اکثر شغل مردم این روستا دامداری و کشاورزی می‌باشد و تنها تعداد محدودی باغ (برای مثال: باغ سرسبز حاجی ده ده کیشی برزگر ) در این روستا می‌باشد و به دلیل واقع شدن این روستا در ارتفاعات کوهستانی ، زیستگاه حیواناتی چون خرس، روباه، عقاب، بز کوهی، گراز و … می‌باشد.